# Angoseseli
- Commons
- Wikispecies

Angoseseli Chiov. é um género botânico pertencente à família Apiaceae.

## Sinonímia
- Meringogyne  H. Wolff
- Merinogyne H. Wolff

## Espécies
Apresenta duas espécies:
- Angoseseli mazzocchii
- Angoseseli mossamedensis